# Apocalipsa lui Ezdra
Apocalipsa lui Ezdra sau 4Ezdra este o apocrifă din Vechiul Testament, pseudoepigrafă a preotului Ezdra (secolul al V-lea î.Hr.) scrisă inițial într-o limbă semitică, apoi tradusă în greacă; din această versiune, pierdută ulterior, provin textele actuale în latină, armeană, etiopică și georgiană.
Data compoziției este deosebit de controversată, presupusă în principal în secolul al II-lea d.Hr. dar cu propuneri până în secolul al IX-lea d.Hr. De origine creștină sau iudaică cu reelaborare creștină. Are apeluri la Cartea lui Neemia și asemănări cu Apocalipsa lui Sedrach. Aparține genului apocaliptic. În cadrul lucrării sunt descrise șapte viziuni pe care Ezdra le primește în timpul exilului babilonian: patru viziuni sunt interpretate de îngerul Uriel și trei de Dumnezeu însuși. În plus, lucrarea împarte timpul istoric în trei momente: eschatonul, eonul viitor și eonul etern și atemporal.
Cartea este inclusă în Vulgata, dar în ediția Sixtină din 1590 a fost șters, iar în ediția Sisto-Clementină din 1592 a fost retrogradată într-un apendice, împreună cu alte apocrife.

## Manuscrisul
Thilo o menționează în prolegomenele la "Faptele lui Toma", dar nu se știe cu certitudine dacă este sau nu vorba despre "4 Ezdra". Părți din această lucrare au fost publicate de dr. Hase de la Biblioteca din Paris, dar la vremea aceea păreau să facă parte din lucrări diferite. "Apocalipsa lui Ezdra" s-a păstrat cel mai bine într-o traducere etiopiană. Manuscrisul datează din secolul al XV-lea, iar porțiunile mai vechi sunt foarte greu de descifrat. Au existat cu siguranță versiuni în greacă, care trebuie să fi fost traduceri ale unui text în ebraică redactat pe la sfârșitul secolului I d.H. (după unele opinii, secolul al II-lea sau al III-lea d.H.), dar nici una nu s-a păstrat, cu excepția versiunilor târzii în limba latină. Sunt cunoscute douăzeci și unu de manuscrise conținând această apocalipsă, cele mai multe datând din secolele XVII-XIX. Să mai precizăm că textul nu a figurat printre scrierile de la Marea Moartă. În "Apocalypses Apocryphae" a lui Tischendorf, lucrarea se găsește la pp. xxix-xxxiii.

## Cuprins

### Capitolele I și II
Primele două capitole ale cărții există doar în limba latină, de către savanți aceste capitole sunt numite și 5Ezdra. Ele sunt considerate de majoritatea savanților ca fiind de origine creștină; datorită faptului că ei afirmă respingerea de către Dumnezeu a evreilor și descriu o viziune a lui Mesia. Se bănuiește că aceste capitole au fost adăugate textului în urma primei versiuni probabil în secolul al III-lea.
Recviem provine din capitolul II.

### Capitolele III și XIV
Capitolele trei până la al patrusprezecelea sunt textul ebraic original din 4Ezdra, această carte este canonică numai pentru Biserica Etiopiană și, conform tradiției lor, cartea a fost scrisă în timpul exilului în Babilon. Cartea constă din șapte viziuni ale lui Ezdra, prima viziune având loc în timp ce el era încă în Babilon, iar Ezdra întreabă cum poate fi ținut Israelul în mizerie dacă Dumnezeu este drept. Imediat apare ingerul Uriel si este trimis sa dea raspunsul lui Ezdra si spune ca caile Domnului nu pot fi intelese de oameni, Uriel ii spune ca in curand va veni sfarsitul si Slava lui Dumnezeu se va manifesta. A doua viziune este similară cu prima: Ezdra întreabă de ce Israel a fost predat babilonienilor și i se spune din nou că omul nu poate înțelege și că sfârșitul este aproape. În a treia viziune: Ezdra întreabă de ce Israelul nu deține lumea. Uriel răspunde că starea actuală este o perioadă de tranziție. Apoi urmează o descriere a soartei celor răi și a celor drepți. Ezdra întreabă dacă cei drepți pot mijloci pentru cei nedrepți în Ziua Judecății, dar se spune că „Ziua Judecății este definitivă”.
Următoarele trei viziuni sunt de natură mai simbolică. A patra viziune arată o femeie care își plânge singurul fiu, ea este transformată într-un oraș când aude de pustiirea Sionului , Uriel îi spune lui Ezdra că femeia simbolizează Sionul. A cincea viziune este formată dintr-un vultur cu trei capete și douăzeci de aripi, vulturul fiind certat de un leu și apoi ars. Explicația acestei viziuni este că vulturul se referă la a patra împărăție a viziunii lui Daniel, cu aripi și capete drept conducători, scena finală a viziunii fiind triumful lui Mesia asupra imperiului. a șasea viziune este despre un om, care îl reprezintă pe Mesia, suflând foc unei gloate care îl atacă. Acest om se îndreaptă apoi către o altă mulțime pașnică, care îl acceptă.

A șaptea și ultima viziune este restaurarea scripturilor. Dumnezeu îi apare lui Ezdra într-un tufiș și îi poruncește să restaureze Legea. Ezdra adună cinci cărturari și începe să dicteze. După patruzeci de zile, el a produs nouăzeci și patru de cărți: cele douăzeci și patru de cărți ale Tanakhului și șaptezeci de lucrări secrete:
„Fă publice cele douăzeci și patru de cărți pe care le-ai scris mai întâi și să le citească cei vrednici și nevrednici; dar păstrează cele șaptezeci care au fost scrise ultimele, ca să le dai înțelepților poporului tău”. 4Ezdra 12:45-46
„Șaptezeci” s-ar putea referi la LXX, majoritatea apocrifelor sau cărți pierdute descrise în Biblie.

### Capitolele XV și XVI
Ultimele două capitole, numite și 6Ezdra de către învățați și găsite în latină, dar nu în textele orientale, prezic războaie și mustră pe păcătoși. Mulți presupun că probabil datează dintr-o perioadă mult mai ulterioară. și poate fi de origine creștină; este posibil, deși nu este sigur, ca acestea să fi fost adăugate la primele două capitole ale versiunii latine în același timp. Este posibil să fie totuși de origine evreiască; 15,57-59 au fost găsite în greacă, despre care majoritatea cercetătorilor sunt de acord că a fost tradus dintr-un original ebraic.

## Traduceri în limba română
- "Apocalipsa lui Ezdra", în "Apocalipse apocrife ale Noului Testament", Traducerea textelor și îngrijire ediție: Gheorghe Fedorovici, Monica Medeleanu, Editura Herald, Colecția Manuscris, București, 2007, ISBN: 978-973-7970-62-6, pp. 45-63.